# خلف الصخور (فلم 1922)
خلف الصخور (بالإنجليزية: Beyond the Rocks) فيلم رومانسي أمريكي صامت، عرض عام 1922 من إخراج جورج فيتزموريس وبطولة رودلف فالنتينو، غلوريا سوانسون.

## روابط خارجية
- خلف الصخور على موقع IMDb (الإنجليزية)
- خلف الصخور على موقع Turner Classic Movies (الإنجليزية)
- خلف الصخور على موقع أول موفي (الإنجليزية)
- خلف الصخور على موقع فيلمافينيتي (الإسبانية)
- خلف الصخور على موقع قاعدة بيانات الفيلم (الإنجليزية)
- خلف الصخور على موقع ليتربوكسد (الإنجليزية)
- خلف الصخور على موقع كينوبويسك (الروسية)